# إيرل كاروثرز
إيرل كاروثرز (بالإنجليزية: Earl Carruthers)‏ هو عازف ساكسفون أمريكي، ولد في 27 مايو 1910 في مسيسيبي في الولايات المتحدة، وتوفي في 5 أبريل 1971.

## وصلات خارجية
- إيرل كاروثرز على موقع ميوزك برينز (الإنجليزية)
- إيرل كاروثرز على موقع أول ميوزيك (الإنجليزية)
- إيرل كاروثرز على موقع أول ميوزيك (الإنجليزية)
- إيرل كاروثرز على موقع ديسكوغز (الإنجليزية)